# Let's Rumble
Let's Rumble è il terzo album dei Love/Hate, pubblicato nel 1994 per l'etichetta discografica Caliber Records.

## Tracce
1. Let's Rumble (Skid) 2:35
2. Spinning Wheel (Skid) 2:42
3. The Boozer (Skid) 3:52
4. Wrong Side Of The Grape (Skid) 3:45
5. Devil's Squaw (Skid) 4:04
6. Black Iguana (Skid) 3:29
7. Beer Money (Skid) 2:40
8. Here's To You (Skid) 3:11
9. Sexical (Skid) 3:35
10. If You Believe In Miracles (Skid) 3:25
11. Flower (Skid) 3:17

## Formazione
- Jizzy Pearl - voce
- Darren Housholder - chitarra
- Skid - basso
- Joey Gold - batteria